# 自己決定権
自己決定権（じこけっていけん）とは、元々、「自分で自分に自身の法を与える者」という古代ギリシア語に由来する概念で、一般に自分の生き方や生活について、他者からの干渉を受けることなく自らの事について決定を下すことができる権利のことである。

## 現代における「自己決定権」

### 社会的・政治的「自治」
これは、自治体の持つ自治権のように、自治である。海外における自治領も含まれる。

### 哲学・道徳・倫理における「オートノミー」
カントによる思索や、その他、ニーチェ、ピアジェ、コールバーグと言った、哲学者や心理学者によって、様々な道徳的な議論がなされてきた。

### 医療における「自主尊重/自己決定権」
医療における患者の自己決定権の尊重は、基本的な医療倫理として、4原則の1つに規定されている。また、ニュルンベルク綱領（1947年）や、世界医師会の採択しているヘルシンキ宣言（1964年）と、そしてリスボン宣言（日本医師会は改訂採択時に棄権している）においても、自己決定権を尊重することが規定されている。この自己決定権を保障するプロセスとして、インフォームド・コンセントという概念があるのである。これを法制度化してできたのが、日本独自の「説明と同意」なるものである。
自己決定権という用語は、日本の医療界では「自律」とほぼ同義として使われることが多いが、アメリカ型の生命倫理の文脈においては、患者の自律性に基づく諸権利の一部として強調して扱われており、患者中心の医療の中心概念となっている。

### 国際人権法における「自己決定権」
国際人権規約（経済的、社会的及び文化的権利に関する国際規約）第1部第1条の冒頭
All peoples have the right of self-determination.（英語正文）
Tous les peuples ont le droit de disposer d'eux-mêmes.（仏語正文）
Todos los pueblos tienen el derecho de libre determinación.（スペイン語正文）
（ただし日本政府外務省による邦訳では「すべての人民は自決の権利を有する」と表現されている）
第二次世界大戦後、国際的な人権の確立の動きの一環とし、基本的人権としてのオートノミーが自由と並んで注目されるようになった。1948年の世界人権宣言は、第22条で「すべて人は、社会の一員として、社会保障を受ける権利を有し、かつ、国家的努力及び国際的協力により、また、各国の組織及び資源に応じて、自己の尊厳と自己の人格の自由な発展とに欠くことのできない経済的、社会的及び文化的権利を実現する権利を有する」とし、自己の決定に関する自由と尊厳について触れた。

#### 「先住民の自治権」
先住民の権利に関する国連宣言などの文書は、国際法で人権の観点から、社会、文化および政治に関して決定に関して規定している
先住民の権利に関する国際連合宣言第3条も、先住民の政治的地位を選択するためのすべての自由と自己決定権について触れている。 

#### 「少数民族の自主尊重」
各国の少数民族も国際法によって保護されている。 市民的および政治的権利に関する国際連合条約の第27条またはICCPRは、これらの個人が彼ら自身の文化を享受したり言語を使用したりできるように保障している。

#### 「性的マイノリティの自己決定」
国際人権法に拘束力のない文書であるジョグジャカルタ原則は、インフォームド・コンセントや性的・生殖的権利を含む自主性の意味としての「自己決定」に触れている。もし、国際社会に最終的に受け入れられれば、国際法上の人権となる可能性がある。障害者の権利に関する条約はまた、「自主性を自らの選択をする自由と個人の自立」を含む障害者の権利の原則として定義している。

#### 「学校校則との関係」
髪型に関する自己決定権として「個人の髪型は、自尊心あるいは美的意識と分かちがたく結びつき、特定の髪型を強制することは、身体の一部に対する直接的な干渉となり、強制される者の自尊心を傷つける恐れがあるから、髪型決定の自由が個人の人格価値に直結することは明らかであり、個人が頭髪について髪型を自由に決定しうる権利は、個人が一定の重要な私的事柄について、公権力からも干渉されることなく自ら決定することができる権利の一内容として憲法13条により保障されている」とした判決がある。。